# Підлісківська сільська рада (Долинський район)
| Підлісківська сільська рада — орган місцевого самоврядування у Долинському районі Івано-Франківської області з адміністративним центром у с. Підліски. Утворена в 1940 році. 7 червня 1946 року указом Президії Верховної Ради УРСР село Нягрин Вигідського району перейменовано на село Підліски і Нягринську сільську Раду — на Підлісківська. Сільрада відновлена 14 червня 1994 року. Сільській раді підпорядковані населені пункти: - с. Підліски |

## Склад ради
Рада складається з 14 депутатів та голови.

### Керівний склад ради
| ПІБ                     | Основні відомості                                                 | Дата обрання | Дата звільнення |
| ----------------------- | ----------------------------------------------------------------- | ------------ | --------------- |
| Шутка Оксана Степанівна | Сільський голова, 1950 року народження, освіта, позапартійна      | 26.03.2006   | 31.10.2010      |
| Вовк Василь Станкович   | Сільський голова, 1952 року народження, освіта вища, безпартійний | 31.10.2010   |                 |

Примітка: таблиця складена за даними джерела